# 拜音达里 (纳喇氏)
拜音达里（转写：Baindari，16世纪？—1607年），纳喇氏，末代辉发贝勒。

## 生平
拜音达里是辉发贝勒王机褚之孙，其父早逝。王机褚病逝后，拜音达里杀其叔七人自立为贝勒。万历二十一年（1593年），拜音达里率领辉发部参与古勒山之战，结果以叶赫为首的九部联军大败，拜音达里逃回辉发。
其后，拜音达里因辉发势弱，周旋于建州与叶赫之间。又自恃辉发山城凭险而筑、坚固异常而反复背盟。然而，在万历三十五年（1607年）九月，辉发山城还是被努尔哈赤合围后攻克。拜音达里及其子皆被杀。辉发至此灭亡。

## 延伸阅读
Module:Wikisource_further_reading第46行Lua错误：attempt to concatenate local 'id' (a nil value)